# Victor Herbert

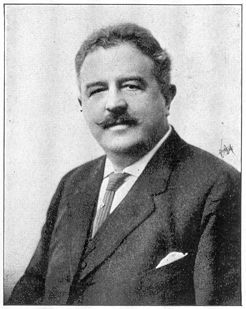
Foto tomada hacia 1913.

Victor August Herbert (1 de febrero de 1859 - 26 de mayo de 1924) fue un compositor, violonchelista y director de orquesta estadounidense de ascendencia inglesa e irlandesa y formación alemana.

## Trayectoria
Herbert nació en la isla de Guernsey, hijo de Frances «Fanny» Muspratt (de soltera Lover; 1833-1915) y August Herbert, de quien no se sabe nada.Herbert y su madre vivieron con su abuelo materno, el novelista, dramaturgo, poeta y compositor irlandés Samuel Lover, de 1862 a 1866 en Sevenoaks, Kent, Inglaterra. Herbert se reunió con su madre en Stuttgart, Alemania, en 1867, un año después de que ella se casara con un médico alemán, Carl Theodor Schmid de Langenargen.
Al principio estudió piano, flauta y flautín, pero finalmente se decantó por el violonchelo, instrumento que estudió con Bernhard Cossmann desde los 15 hasta los 18 años. Después asistió al Conservatorio de Stuttgart. Tras estudiar violonchelo, teoría musical y composición con Max Seifritz, Herbert se graduó en 1879.
Contrajo matrimonio con la soprano Therese Förster en 1886 y después se mudaron a los Estados Unidos, ya que ambos habían sido contratados por Walter Damrosch y Anton Seidl para incorporarse al Metropolitan Opera House de Nueva York. Herbert y Förster decidieron quedarse en Estados Unidos y acabaron adquiriendo la ciudadanía.
En Estados Unidos, Herbert continuó su carrera interpretativa, al mismo tiempo que enseñaba dirección y composición en el Conservatorio Nacional de Música. Entre 1888 y 1898, ejerció como director asistente de Anton Seidl durante las temporadas de conciertos de verano de diez semanas de la Orquesta Filarmónica de Nueva York en Brighton Beach. Su bien fundada educación musical, su habilidad instrumental y su talento melódico se ven reflejados en las más de 40 operetas que produjo, entre ellas Babes in Toyland (1903), Mlle. Modiste (1905), The Red Mill (1906) y Naughty Marietta (1910).
En los primeros años del siglo XX, Herbert defendió el derecho de los compositores a sacar provecho de sus obras. En 1909, testificó ante el Congreso de los Estados Unidos, influyendo en la formación y desarrollo de la Ley de Copyright de 1909. Esta ley ayudó a asegurar los derechos de los compositores a cobrar regalías por las ventas de grabaciones sonoras. Dirigió un grupo de compositores y editores en la fundación de la Sociedad Estadounidense de Compositores, Autores y Editores (ASCAP) el 13 de febrero de 1914, convirtiéndose en su vicepresidente y director hasta su muerte en 1924.
Tras la Primera Guerra Mundial, con el cambio de los gustos musicales populares, Herbert comenzó a componer musicales.y contribuyó con música para espectáculos de otros compositores. Si bien algunas de ellas fueron bien recibidas, nunca volvió a alcanzar el nivel de éxito que había disfrutado con sus operetas más populares.
Su composición para piano Indian Summer, para la que más tarde haría una letra Al Dubin, fue orquestada por Glenn Miller, y en España se hizo famosa por ser la sintonía de uno de los programas más longevos de la radio: el Consultorio de Elena Francis.

## Premios y distinciones
Festival Internacional de Cine de Berlín
| Año  | Categoría   | Película               | Resultado |
| ---- | ----------- | ---------------------- | --------- |
| 1959 | Premio OCIC | Paradies und Feuerofen | Ganador   |